# Josef Martínez
Josef Alexander Martínez (Valencia, 1993. május 19. –) venezuelai válogatott labdarúgó, az amerikai San Jose Earthquakes csatára.

## Klubcsapatokban
Martínez 2010. augusztus 21-én mutatkozott be a Caracasban az Estudiantes de Mérida ellen, a 70. percben állt be, 1–0-ra nyertek. Első gólját a Deportivo Perea elleni 2–2-es döntetlen alkalmával lőtte 2010. november 21-én.
2012 nyarán Svájcba, a BSC Young Boysba igazolt. Egy fővárosi szezon után kölcsönadták a Thunnak egy szezonra. A berni-felvidéki csapatban 18 meccsen 8 gólt lőtt, pillanatnyilag a bajnokság góllövőlistájának élén állt, mikor visszarendelte a Young Boys.
2014. június 7-én hivatalossá vált, hogy az olasz élvonalbeli Torinóba igazol; a 2014–2015-ös Európa-liga harmadik körében debütált csereként a svéd Brommapojkarna ellen 3–0-ra megnyert első meccsen. Első gólját a torinói visszavágón szerezte, 4–0-ra nyertek (összesen 7–0), a 90. percben fejesből talált be.
2017. február 2-án kölcsönbe került az amerikai Atlanta United csapatához. Március 5-én a debütált a New York Red Bulls ellen hazai pályán 2–1-es vereség alkalmával mutatkozott be. A következő bajnoki találkozón a Minnesota United ellen mesterhármast szerzett, a mérkőzést 6–1-re nyerték meg. A hónap végén a klub aktiválta az átigazolási opciót, így végleg a klub tulajdonába került.
2023-ban az Inter Miami, majd 2024-ben a Montréal szerződtette.

## Válogatottban
Martínez a válogatottban 2011. augusztus 7-én debütált Salvador ellen, a 76. percben csereként állt be.

## Statisztikák

### Válogatottban
| Venezuela | Venezuela | Venezuela |
| Év        | Meccs     | Gól       |
| --------- | --------- | --------- |
| 2011      | 3         | 0         |
| 2012      | 3         | 0         |
| 2013      | 6         | 2         |
| 2014      | 3         | 0         |
| 2015      | 7         | 2         |
| 2016      | 15        | 5         |
| 2017      | 5         | 0         |
| 2018      | 3         | 0         |
| 2019      | 6         | 2         |
| 2021      | 4         | 0         |
| 2022      | 5         | 2         |
| 2023      | 6         | 1         |
| Összesen  | 66        | 14        |

### Góljai a válogatottban
| #  | Dátum               | Helyszín                                            | Ellenfél  | Állás | Eredmény | Kiírás                                     |
| -- | ------------------- | --------------------------------------------------- | --------- | ----- | -------- | ------------------------------------------ |
| 1. | 2013. május 22.     | Metropolitano de Mérida, Mérida, Venezuela          | Salvador  | 2–1   | 2–1      | Barátságos mérkőzés                        |
| 2. | 2013. augusztus 14. | Pueblo Nuevo, San Cristóbal, Venezuela              | Bolívia   | 1–0   | 2–2      | Barátságos mérkőzés                        |
| 3. | 2015. március 31.   | Lockhart Stadium, Fort Lauderdale, Egyesült Államok | Peru      | 1–0   | 1–0      | Barátságos mérkőzés                        |
| 4. | 2015. november 17.  | Polideportivo Cachamay, Puerto Ordaz, Venezuela     | Ecuador   | 1–3   | 1–3      | 2018-as labdarúgó-világbajnokság-selejtező |
| 5. | 2016. június 5.     | Soldier Field, Chicago, Egyesült Államok            | Jamaica   | 1–0   | 1–0      | Copa América Centenario                    |
| 6. | 2016. szeptember 6. | Metropolitano de Mérida, Mérida, Venezuela          | Argentína | 2–0   | 2–2      | 2018-as labdarúgó-világbajnokság-selejtező |
| 7. | 2016. november 10.  | Estadio Monumental de Maturín, Maturín, Venezuela   | Bolívia   | 2–0   | 5–0      | 2018-as labdarúgó-világbajnokság-selejtező |
| 8. | 2016. november 10.  | Estadio Monumental de Maturín, Maturín, Venezuela   | Bolívia   | 3–0   | 5–0      | 2018-as labdarúgó-világbajnokság-selejtező |
| 9. | 2016. november 10.  | Estadio Monumental de Maturín, Maturín, Venezuela   | Bolívia   | 4–0   | 5–0      | 2018-as labdarúgó-világbajnokság-selejtező |

## Sikerei, díjai
Inter Miami
- Leagues Cup
  - Győztes (1): 2023